# 新井祐美
新井 祐美（あらい ゆみ、1978年10月5日 - ）は日本の女優、歌手。埼玉県出身。身長160cm。

## 出演作品

### 舞台
- アニー
- 若草物語
- ひめゆり
- 新血鬼 DRACULA
- シェイクスピアの人々とロンドンミュージカル
- 上海、そして東京の屋根の下で

### TV
- 美少女仮面ポワトリン
- 弁護士・高林鮎子